# Целомудрие

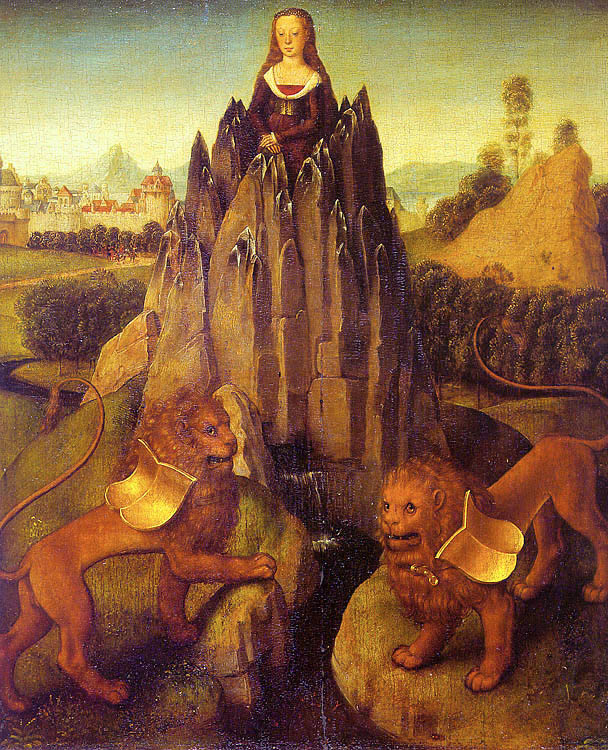
Аллегория целомудрия Ханса Мемлинга

Целому́дрие, или обе́т целому́дрия (по-видимому, калька с софросюне, греч. σωφροσύνη + σώφρων) — моральная добродетель, означающая полное воздержание от половой жизни (для монахов или для мирян до брака и во вдовстве), либо, уже в браке, хранение верности своему супругу или супруге. Исторически требования целомудрия основаны на религиозных этических представлениях и нравственных заповедях.

## Словарные определения
Понятие целомудрия, хотя и всегда связано в религиозной традиции с контролем сексуальности, исторически употребляется в разных значениях: нередко оно подразумевает девственность, иногда — нравственную строгость и самоконтроль в более широком значении:

Целомудрие — добродетель, строгость в нравственном отношении.
— Толковый словарь русского языка Ушакова

Целомудрие: 1. То же, что девственность; 2. перен. Строгая нравственность, чистота.
— Толковый словарь Ожегова
Наиболее близко к современной трактовке определяет целомудрие словарь Даля:

Целомудренный — сохранивший себя в девственной (юность чистая до брака) и в брачной чистоте, непорочный, ведущий жизнь в браке чисто, непорочно.

## Понятие в церковной традиции
В христианской религиозной традиции целомудрие понимается в значении воздержания от незаконных сексуальных действий и помыслов, а также вообще как скромность в отношениях в широком смысле: во взглядах, речи, одежде.
Святитель Игнатий Брянчанинов так объясняет понятие целомудрия:

Целомудрие — уклонение от всякого рода блудных дел. Уклонение от сладострастных бесед и чтения, от произношения сладострастных, скверных и двусмысленных слов. Хранение чувств, особенно зрения и слуха, и ещё более осязания. Скромность. Отказ от помышлений и мечтаний блудных. Молчание. Безмолвие. Служение больным и увечным. Воспоминание о смерти и аде. Начало целомудрия — ум, не колеблющийся от блудных помыслов и мечтаний; совершенство целомудрия — чистота, зрящая Бога.
Согласно протопресвитеру Александру Шмеману,

Если не придавать этому слову, как это часто делают, только его сексуальное, побочное значение, то его надо понимать как положительную противоположность духа праздности. Праздность, прежде всего, означает рассеяние, разделение, изломанность наших мнений и понятий, нашей энергии, невозможность видеть вещи, как они есть, в их целом. Противоположность праздности и есть именно целостность. Если обычно считают целомудрие добродетелью, противоположной сексуальному развращению, то это происходит только благодаря тому, что изломанность нашего существования нигде так себя не выражает, как в сексуальном разврате, в отчуждении жизни тела от жизни духа, от духовного контроля. Христос восстановил в нас целостность, восстановил настоящую иерархию ценностей, приведя нас обратно к Богу. Первый чудесный плод этой целостности или целомудрия — смирение.

## Формы целомудрия

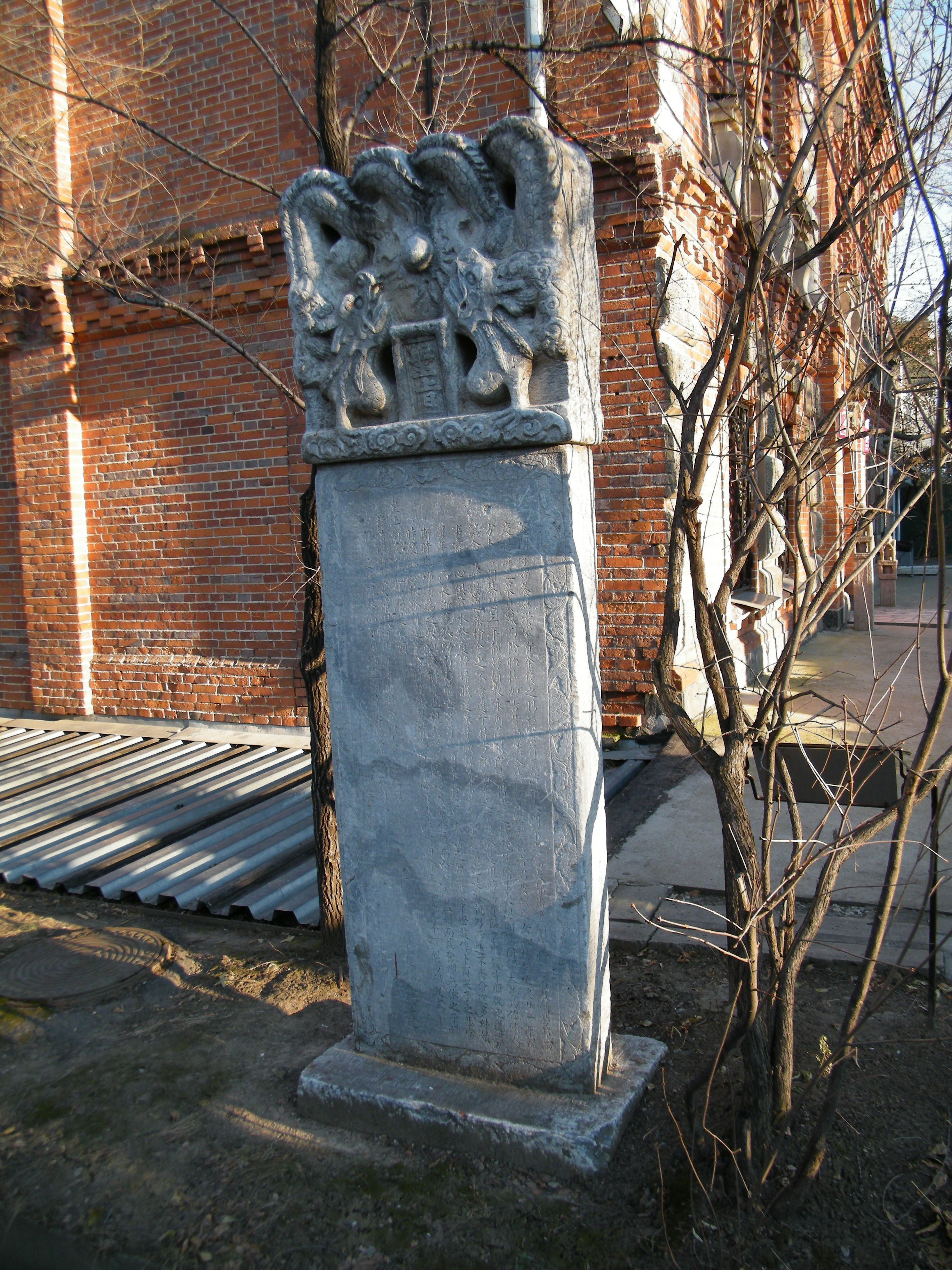
«Почётный памятник целомудрию и верности супруги покойного Господина Бао Юнчуня из корпуса Окаймлённого Жёлтого знамени ханьской армии» (1885 год).
Доставлен в Хабаровский краеведческий музей Н. И. Гродековым в 1899 году.

Святитель Амвросий Медиоланский говорит о трёх формах целомудрия:

Существуют три формы добродетели целомудрия: целомудрие супругов, целомудрие вдовства и целомудрие девственности. Мы не восхваляем одни из них, исключая другие. В этом — богатство церковной дисциплины.

Катехизис католической церкви утверждает призвание к целомудрию всех верующих, но одних — в посвящении монашеской жизни, других — в семейной или безбрачной жизни в миру:

Целомудрие людей должно различаться в соответствии с разными состояниями их жизни: у одних — в посвященной девственности и безбрачии, образцовых путях наиболее легкой отдачи Богу всего сердца безраздельно; у других — в рамках, установленных для всех нравственным законом, в зависимости от того, состоят ли они в браке или одиноки. Состоящие в браке призваны соблюдать супружеское целомудрие, остальные — целомудренное воздержание.

## Грехи против целомудрия
Грехи против целомудрия рассматриваются в контексте истолкования одной из десяти заповедей Моисея «не прелюбодействуй».
Согласно Компендиуму Катехизиса католической церкви, Предание Церкви следует совокупности нравственного учения Ветхого и Нового Завета и считает, что эта заповедь объемлет все грехи против целомудрия. Любые сексуальные действия помимо брака считаются отступлением от добродетели целомудрия.
Целомудрие в браке традиционно понимается как супружеская верность, а также воздержание от сексуальных практик, причисляемых в христианстве к «неестественным» или «извращенным», целомудрие не состоящих в браке — в сексуальном воздержании. Соответственно, различаются грехи против целомудрия, не имеющие отношения к браку, и грехи против целомудрия, нарушающие достоинство брака.
В Катехизисе католической церкви к грехам, противоречащим целомудрию, относятся: супружеская измена, мастурбация, блуд, порнография, проституция, изнасилование, гомосексуальные действия, развод, полигамия и свободный союз.
Представление о том, что любой грех, связанный с сексуальностью, является частным случаем нарушения заповеди «не прелюбодействуй», связывается со словами Иисуса из Нагорной проповеди: «Вы слышали, что сказано древним: не прелюбодействуй. А Я говорю вам, что всякий, кто смотрит на женщину с вожделением, уже прелюбодействовал с нею в сердце своем» (Мф. 5:27—30).